# Muzeologia

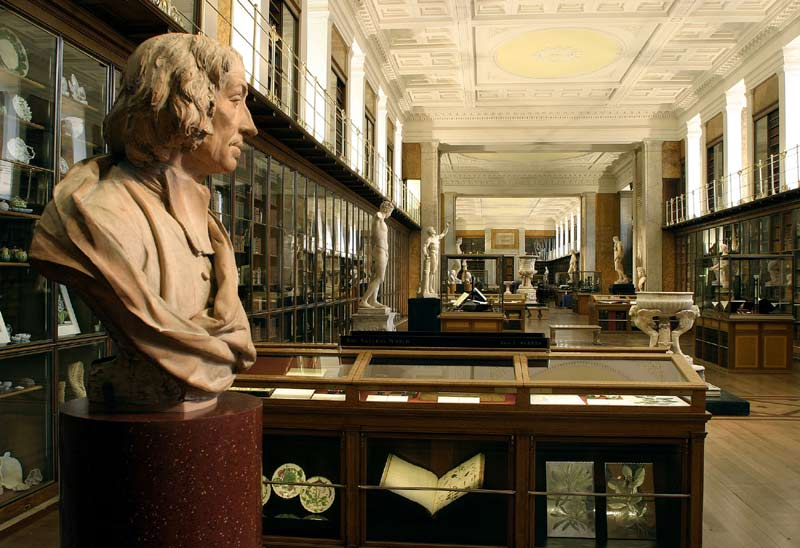
King's Library w British Museum

Muzeologia (muzealnictwo, muzeografia) – nauka pomocnicza historii, zajmująca się architekturą muzeów i ich zarządzaniem, poszerzona o teorię komunikacji, edukację i rolę, jaką pełnią instytucje muzealne w społeczeństwie. W sensie praktycznym jest nauką o funkcjonowaniu muzeów. Jej nazwa zrodziła się w 1934 r. na konferencji zorganizowanej w Madrycie przez Office International des Musées (poprzednik ICOM – Międzynarodowej Rady Muzeów), uznanej za pierwszą konferencję muzeologiczną. Georges Henri Riviere (1897–1985), założyciel i wieloletni dyrektor generalny ICOM, twórca teorii „nowej muzeologii” mówił o niej tak: muzeologia jest to nauka stosowana, nauka o muzeum. W jej polu znajdują się rozważania nad rolą muzeum w społeczeństwie, badania i konserwacja, sposoby prezentacji, animacji i rozpowszechnienia, organizacji i funkcjonowania, architektury wznoszonej dla celów muzealnych oraz architektury „zmuzealizowanej” (adaptowanej do potrzeb muzeów), badania nad miejscami i obiektami pozyskanymi, nad wyborami, a także typologia i deontologia.
Muzeografię należy rozumieć jako zbiór zasad stosowanych w muzeum w powiązaniu z praktycznym aspektem zarządzania tym obiektem. „Muzealnictwo” to polski odpowiednik muzeologii, który powstał w latach 40. XX w. Obejmuje swoim zakresem zagadnienia związane z funkcjonowaniem muzeum, historią polskich muzeów, ich aspektem filozoficznym i socjologicznym. Także jedyne w Polsce czasopismo muzeologiczne nosi nazwę „Muzealnictwo”, co świadczy o utrwaleniu tej nazwy na gruncie krajowym.

## Podstawowe pojęcia w muzealnictwie
Muzeum – z gr. mouseion („dom muz”). Międzynarodowa Rada Muzeów przyjęła następującą definicję autorstwa Georges’a Henri Riviere’a: „Muzeum jest instytucją trwałą, nie obliczoną na zysk, pozostającą w służbie społeczeństwa i jego rozwoju, otwartą dla publiczności, mającą za zadanie gromadzenie, konserwowanie, badanie, rozpowszechnianie i wystawianie materialnych świadectw dotyczących człowieka i jego otoczenia, a to dla studiowania, edukacji i przyjemności”. Działanie „muzealne” ma przede wszystkim na celu zapobieganie zniszczeniu i całkowitemu zniknięciu zarówno pewnych towarów materii nieożywionej, różnych form życia lub jego pozostałości, jak też samego człowieka i wytworów jego kultury oraz techniki.
Kolekcja – zbiór przedmiotów jednego rodzaju, np. zbiór dzieł sztuki (kolekcja obrazów, broni, numizmatów, zabytków, pamiątek kultury), gromadzonych ze względu na ich wartość historyczną, naukową, artystyczną. Kolekcją nie jest zbiór przypadkowych przedmiotów, a tylko świadomie uporządkowany i tworzony. Kolekcjonerstwo istniało już w starożytnej Grecji i Rzymie; znaczny jego rozwój nastąpił w renesansie (wraz z instytucją mecenatu). Kolekcje prywatne często przekształcano później w galerie, muzea.
Obiekt muzealny – przedmiot o szczególnej wartości naukowej, historycznej, artystycznej lub kulturowej, przechowywany i wystawiany na pokaz w muzeach itp. obiektach w celach edukacyjnych, pamiątkowych, ochronnych.
Ekspozycja – zorganizowana wystawa, prezentacja przedmiotu lub danej grupy przedmiotów, realizowana głównie w galeriach sztuki, muzeach itp. Charakteryzuje się przemyślaną kompozycją, planowo rozmieszczonymi punktami oświetlenia i odpowiednio dobranym tłem, mającymi na celu uwypuklić cechy wystawianych przedmiotów.

## Historia muzealnictwa

### Starożytność: Bliski Wschód, Grecja, Rzym
Pierwsze rzeczywiste muzea powstały na terenie Grecji. Były to tak zwane muzejony – „domy muz”. W zależności od gromadzonych przedmiotów nosiły nazwy: thesauros (θησαυρός, skarbiec), gliptoteka (γλυπτοθήκη, zbiór rzeźb), daktylioteka (zbiór kamei i gemm), pinakoteka (zbiór obrazów). Były to jednak głównie zbiory prywatne, które niekiedy wystawiano w miejscach publicznych: rynkach, teatrach, hipodromach. W muzeach publicznych kładło się nacisk przede wszystkim na zbiory naukowe, w związku z czym ich zasadniczą część stanowiły biblioteki. Jednym z najznamienitszych przykładów takiego muzeum jest Biblioteka Aleksandryjska, założona w III w. p.n.e., w której znajdowało się około 400 tys. zwojów papirusowych i pergaminowych.
W Babilonie muzea nazywano bit tabrat niszim – „gabinet cudów ludzkości”. Były to muzea na otwartym powietrzu. Przedmioty pochodziły częściowo ze zdobyczy wojennych, a częściowo z poszukiwań prowadzonych na życzenie króla. W starożytnym Egipcie faraonowie mieli zwyczaj kolekcjonowania przedmiotów po swoich poprzednikach. Były to, podobnie jak w przypadku obiektów babilońskich, przedmioty pochodzące z łupów wojennych, darów poselskich i znalezisk.
Starożytni Rzymianie chętnie gromadzili kolekcje dzieł sztuki, pośród których znajdowały się zarówno rzeźby, przedmioty codziennego użytku, jak i zapisane zwoje. Kolekcje najbogatszych, zwłaszcza konsulów i patrycjuszy, przybierały niesłychane rozmiary. Cesarz Hadrian zasłynął ze stworzenia pierwszego skansenu w swej rezydencji (Villa Hadriana) w Tibur. Polecił wznieść tam w pełnej skali budowle oglądane podczas swych podróży po imperium.

### Średniowiecze europejskie
Najazdy ludów barbarzyńskich przed i po upadku Cesarstwa Zachodniorzymskiego przyczyniły się do znacznych zniszczeń materialnego dziedzictwa starożytnego Rzymu. Wczesnośredniowieczni chrześcijanie i muzułmanie, coraz liczniejsi na tych obszarach, niszczyli sztukę figuratywną (ikonoklazm) lub wykorzystywali dawne obiekty do własnych celów, np. rzemieślniczych (przetapianie metali, także szlachetnych, pozyskiwanie budulca z ruin itp.). Również znane od dawna kurhany, czyli kopce pogrzebowe, oprócz oczywistej funkcji pochówkowej często pełniły także rolę skarbca. Wraz ze zmarłym grzebano kosztowności, wyposażenie domu, przedmioty codziennego użytku, wyroby ze skóry i metalu, czasem konie w pełnej uprzęży, a nawet osoby służebne (niewolników). W krajach nordyckich istniał zwyczaj grzebania na statkach, jednak przywilej ten przysługiwał tylko najzamożniejszym. Najdoskonalszym przykładem wikińskiego tzw. ship burial jest odkryta na pocz. XX wieku na brzegu Oslofjordu łódź z Oseberg.
Wraz z rozwojem chrześcijaństwa w Europie także sanktuaria zaczęły stawać się obiektami muzealnymi – wyposażano je w łupy przywożone z wypraw krzyżowych. Przechowywano tam też różnorodne wota oraz insygnia królewskie. Tak kształtowała się pozadewocjonalna, muzealna funkcja kościołów. Również bogato wyposażone skarbce królewskie pełniły w średniowieczu rolę swoistych muzeów. Zgromadzone tam przedmioty, głównie z zakresu militariów oraz insygnia koronne, wystawiano przy szczególnych okazjach na widok publiczny.
Wówczas też pojawiły się pierwsze katalogi: autorstwa francuskiego opata Sugera, który skatalogował swoje kościelne zbiory, i Robineta d’Estampes, który w 1416 r. spisał majątek sławnego kolekcjonera, księcia Jeana de Berry.

### Renesans włoski
W dobie renesansu, w wyniku ruchu humanistycznego łączącego się z badaniem antyku i próbą wskrzeszenia antycznych wartości, odżyła także idea zapoczątkowanego w starożytności muzealnictwa. Pierwsze próby zaistniały we Włoszech, a zwłaszcza we Florencji, która swą pozycję miasta-muzeum uzyskała dzięki pomyślnym stosunkom gospodarczym, przyczyniającym się do rozwoju ekonomicznego i artystycznego. Pozwoliło to najbogatszym na tworzenie początkowo niewielkich gabinetów osobliwości, które stanowiły w tym czasie nieodzowny element modnego domu, a w miarę rozrastania się zbiorów – na umieszczanie ich w osobnych gmachach przeznaczonych wyłącznie do tego celu.
Szczególnie pod tym względem wsławił zasłynął toskański ród Medyceuszów, który nie tylko gromadził, ale i wystawiał obiekty na widok publiczny. Kosma Medyceusz Starszy zgromadził ogromną kolekcję okazów złotnictwa, gemm, kamei, zegarów i astronomicznych instrumentów, zbroi i broni. Będąc mecenasem sztuki, w 1444 r. założył też pierwszą od czasów rzymskich bibliotekę publiczną, znaną później jako Biblioteka Laurenziana. Zbierał rękopisy greckie i łacińskie, stał się nabywcą wielu unikatów, dzięki czemu uratowane zostały skarby dawnej literatury: tragedie Sofoklesa, pisma Juliusza Cezara itp. Wraz z bratem Wawrzyńcem Wspaniałym stworzył zaczątek muzeum w pałacu koło klasztoru San Marco, gdzie umieścił kolekcję złożoną z gemm, rzeźb antycznych i obrazów. Miejsce to, dostępne dla amatorów i artystów, stało się czymś w rodzaju akademii sztuk pięknych (kształcił się tam m.in. Michał Anioł). W 1581 r. powstał pomysł stworzenia muzeum medycejskiego, które przetrwało do dzisiaj jako Galeria Uffizi. Ostatnia z rodu, Anna Maria Ludwika Medycejska, w 1737 r. zapisała zbiory miastu Florencji pod dwoma warunkami: aby nigdy nie opuściły miasta oraz były dostępne dla zwiedzających z całego świata. Jednym z pierwszych muzeów było też Muzeum Narodowe Neapolu (Museo Reale Borbonico).
W tym czasie również papieże zaczęli wchodzić w rolę wpływowych mecenasów sztuki, stawiając sobie za cel uczynienie z Rzymu miasta-muzeum. Leon X mianował Rafaela konserwatorem Rzymu. W 1414 roku papież Marcin V, zainspirowany renesansem florenckim, zaczął upowszechniać go na gruncie rzymskim. Założył też Bibliotekę Watykańską. Kolejni papieże w myśl tych założeń doprowadzili do stworzenia Muzeum Kapitolińskiego, Palazzo Venezia, kaplicy Sykstyńskiej, Akademii Świętego Łukasza i in.

### Rozwój muzealnictwa na kontynencie po XVI w.
W wieku XVII zaczęło coraz szerzej przyjmować się udostępnianie zbiorów kolekcjonerskich. Kolekcje publiczne i prywatne rozrastały się zwłaszcza w miastach uniwersyteckich, stanowiących centra rozwoju nauki. Co więcej, wzrost znaczenia klasy średniej przyczynił się do zwiększenia się liczby prywatnych kolekcjonerów, którzy zbierali dzieła sztuki nie ze snobizmu, lecz z pasji (Holandia). Pierwszym w pełni publicznym muzeum, otwartym poza Półwyspem Apenińskim, było muzeum w Oksfordzie (Ashmolean Museum), założone w 1679 r. przez Eliasa Ashmole’a. Koniec XVII w. to również czas, w którym otwierały swoje podwoje europejskie pałace królewskie (Dania, Szwecja, Niemcy), udostępniając zbiory dla zwiedzających. W Niemczech i Austrii zbiory cesarskie i książęce stały się podstawą do stworzenia w późniejszym czasie kolekcji muzealnych. Do najstarszych muzeów publicznych należy też Muzeum Brytyjskie (British Museum) otwarte w 1759 r.
Dopiero jednak rewolucja francuska z 1789 roku radykalnie zmieniła podejście do dzieł sztuki dowodząc, że są one wspólnym dobrem. Wyraz temu przekonaniu dał dekret Zgromadzenia Narodowego z 1791 r., który mówił, że zbiory „mają stać otworem dla całej ludzkości, dla całego świata”. Na mocy tej ustawy utworzono Muzeum Luwru, gdzie oprócz upaństwowionych zbiorów królewskich wystawiono skonfiskowane dobra prywatne. Jednocześnie ze zbiorami humanistycznymi gromadzono kolekcje przyrodnicze, geologiczne bądź techniczne. W r. 1798 otwarto w Paryżu najstarszą w Europie szkołę i muzeum przemysłu: Conservatoire National des Arts et Métiers.
Wiek XIX charakteryzował się powstawaniem różnorodnych muzeów. Prym wśród europejskich krajów wiodły nadal Włochy, Francja, Niemcy, Wielka Brytania, Holandia, Belgia, Rosja, Szwecja. W tej ostatniej popularność zdobywały skanseny, czyli muzea na otwartym powietrzu, prezentujące dawne budownictwo ludowe, układ planistyczny wiosek itp.

### Muzealnictwo polskie
Najstarszym muzeum w Polsce jest Muzeum Książąt Czartoryskich w Krakowie. Jego początki sięgają pierwszej dekady XIX w. (1800–1809), kiedy dla zwiedzających otwarto Świątynię Sybilli i Dom Gotycki w Puławach. Wskutek nie sprzyjających uwarunkowań politycznych dalsze gromadzenie zbiorów odbywało się głównie za granicą. Pozyskane tam obiekty przewieziono z powrotem do Krakowa w 1876 roku. Zbiory Towarzystwa Zachęty Sztuk Pięknych, które tworzą jedną z najstarszych w Polsce kolekcji muzealnych malarstwa polskiego, zgromadzone i udostępnione zostały w 1860 r.
W 1868 r. Adrian Baraniecki ufundował nieistniejące już Muzeum Techniczno-Przemysłowe, będące jednym z pierwszych – obok Muzeum Przemysłu i Rolnictwa w Warszawie (1875) – muzeów o charakterze przemysłowym. Około roku 1870 powstało w Poznaniu Muzeum Wielkopolskie, zapoczątkowane jako Muzeum Starożytności Krajowych. W 1873 zostaje utworzona kolekcja Towarzystwa Naukowego umieszczona w gmachu Polskiej Akademii Umiejętności. Muzeum Narodowe w Krakowie powstało w 1878 r. z inicjatywy Henryka Siemiradzkiego. W 1911 stworzono Muzeum Etnograficzne im. Seweryna Udzieli.
Ważny ośrodek muzealniczy w XIX wieku stanowił Lwów. W 1870 r. oddano tam do użytku publicznego Muzeum Książąt Lubomirskich, będące częścią Zakładu im. Ossolińskich. W 1845 r. założone zostaje Muzeum Przyrodnicze im. Dzieduszyckich we Lwowie, a w 1857 Muzeum Biblioteki im. Baworowskich. Kolejne lata dają początek Muzeum Przemysłowemu (1874) i Muzeum Historycznemu Miasta Lwowa (1892). W 1907 otwarta zostaje Galeria Narodowa, a rok później – Muzeum Narodowe im. Króla Jana III.
Muzeum Narodowe w Warszawie, choć założone w 1862 r. jako Muzeum Sztuk Pięknych, rozwijało się znacznie wolniej od innych i jako Muzeum Narodowe funkcjonuje dopiero od 1916 r. Jednym z największych muzeów Polski przedwojennej było założone w 1927 roku Muzeum Śląskie w Katowicach. W jego gmachu na 6 kondygnacjach wystawione były zbiory przyrodnicze, etnograficzne, sztuka cechowa, przemysł artystyczny (ceramika, kilimy, dywany polskie), a także spora kolekcja malarzy polskich. W 1939 r. Muzeum zostało rozebrane przez Niemców, a przeważająca część zbiorów zniszczona. Po wojnie udało się odzyskać zaledwie ok. 180 obrazów i część rozproszonych innych eksponatów.

## Współczesne muzealnictwo
Dzisiejsza rola muzeów wykracza szeroko poza zwykłą działalność wystawienniczą. Współczesność stawia przed nimi – jako jedną z najważniejszych instytucji promujących wiedzę, nowe zadania dostosowane do zmieniających się realiów. Są one już nie tylko miejscem działalności naukowców i badaczy, lecz interaktywnym medium, dostosowującym charakter przekazu do konkretnych grup odbiorców – przede wszystkim do najmłodszych.

### Edukacja muzealna
Jednym z najważniejszych zadań, jakie stawia się przed współczesnymi muzeami, jest edukacja dzieci i młodzieży. Dokonuje się tego przede wszystkim poprzez rozbudowaną ofertę warsztatów i lekcji muzealnych, do korzystania z których zachęca się szkoły na wszystkich poziomach. Charakter, stopień trudności i ilość przyswajanej wiedzy są dostosowywane do każdej grupy wiekowej, a do ich planowania wykorzystuje się pomoc pedagogów i psychologów rozwoju.
Lekcje muzealne mogą mieć charakter wykładu, pogadanki, oprowadzania, interaktywnych lub plastycznych warsztatów. Muzeum Archeologiczne we Wrocławiu proponuje dzieciom udział w miniwykopaliskach archeologicznych w ramach szkoły im. Indiany Jonesa. Muzeum Pałacu Króla Jana III w Wilanowie umożliwia dzieciom przebranie się w stroje z epoki i naukę dobrych manier. Muzeum Etnograficzne w Poznaniu, przy współudziale Polskiego Towarzystwa Ludoznawczego, organizuje m.in. warsztaty taneczne tańców z różnych stron świata . Oferta edukacyjna nie ogranicza się jednak tylko do dzieci. Muzeum Pałac w Wilanowie proponuje również warsztaty dla dorosłych, jak choćby naukę dawnego haftu. Wiele propozycji ukierunkowanych jest na grupy rodzinne, przy czym charakter zajęć obliczony jest na współpracę rodziców i dzieci.
Edukacja muzealna niekoniecznie musi mieć charakter zorganizowanych zajęć. Odpowiednio przygotowane plansze, podpisy, objaśnienia i przyrządy multimedialne pozwalają na edukację przy każdej, nawet indywidualnej wizycie w muzeum. Tym bardziej, że rodzice oceniają muzeum jako najcenniejsze źródło wiedzy dla swoich dzieci.
Wokół postulatu unowocześnienia pracy muzeów, w tym jakości i różnorodności oferty zajęć muzealnych, toczy się obecnie wartka dyskusja. W 2006 r. powołano do życia Forum Edukatorów Muzealnych, którego pomysłodawcą była Katarzyna Rokosz (Muzeum Narodowe w Warszawie), a członkami – aktywni pracownicy muzeów z całej Polski. Jednak członkostwo nie jest ograniczone wyłącznie do osób związanych zawodowo z muzeami – przyłączyć się do niego mogą również osoby spoza tego kręgu, zainteresowane przyszłością instytucji. Celem, jakie stawia sobie Forum, jest integracja zawodowa środowiska, podniesienie rangi zawodowej edukatora muzealnego i stworzenie możliwości współpracy międzymuzealnej przy realizacji projektów edukacyjnych. Poza tym Forum Edukatorów Muzealnych dąży również do stworzenia profesjonalnego systemu kształcenia w zakresie edukacji muzealnej.
Ze strony Forum Edukatorów: „Od momentu powołania członkowie Forum Edukatorów aktywnie uczestniczą w dyskusji na temat edukacji muzealnej w Polsce i jej miejsca w nowym, podlegającym reformie systemie muzealnym. Dyskusja ta przebiega na wielu płaszczyznach. Głos edukatorów usłyszeć można zarówno podczas licznych krajowych oraz zagranicznych konferencji muzealnych, w tym także organizowanych przez Forum Edukatorów i jego członków. Forum Edukatorów jest również słyszalne dzięki Portalowi Edukacji Muzealnej, jednemu z pierwszych projektów zrealizowanych przez Forum Edukatorów.

### Akademia Zarządzania Muzeum
W 2011 r. Minister Kultury i Dziedzictwa Narodowego powołał do życia, jako odpowiedź na wzmożone zainteresowanie i działania muzealników, program Akademia Zarządzania Muzeum. Jego wykonanie powierzył Muzeum Pałacu w Wilanowie, mającemu opinię przodującego w nowoczesnym muzealnictwie. Patronat nad programem objął British Council oraz Instytut Muzeologii Uniwersytetu Kardynała Stefana Wyszyńskiego w Warszawie.
Najważniejszym celem programu było podniesienie jakości obsługi, zwiększenia atrakcyjności ekspozycji i zmiana nastawienia muzeum na żywszy kontakt z gościem. Projekt obejmował zarówno elementy zarządzania, jak i wymianę praktyk między muzealnikami, którzy pierwszy raz od dawna uzyskali silne poparcie i głos w dyskusji o przyszłości polskich muzeów. Wybrane osoby ze 105 wpisanych do programu instytucji miały możliwość odbycia krajowego lub zagranicznego stażu, a ich instytucje wzięły udział w szkoleniu z zakresu zarządzania projektami (metodyka PRINCE2), nowoczesnych form obsługi publiczności (ECHOCAST) oraz z wdrażania Wspólnej Metody Oceny (CAF).
Ocenia się, że program AZM przyniósł wiele korzyści, umożliwiając muzeologom swobodny kontakt, wymianę doświadczeń i odbycie staży zagranicznych. Poznane i wypracowane w ten sposób nowe praktyki i techniki, możliwe do przeszczepienia na grunt polski, przyczynią się do zmian na gruncie krajowego muzealnictwa.

### Nowy wiek muzealnictwa
Także metody wystawiennicze uległy zmianie, odchodząc od „pałacowego” wystroju muzeów, tak popularnego jeszcze w okresie międzywojennym, i aranżując ekspozycje w możliwie minimalistyczny sposób tak, ażeby to obiekt, a nie jego oprawa był w centrum uwagi.
Postępująca wirtualizacja zbiorów i kolekcji muzealnych przyczynia się do stopniowej zmiany postrzegania i rozumienia, czym owe przybytki są i powinny być. Wirtualne muzea, którym początek dało Virtual Museum amerykańskiego National Institute of Standards and Technology, nie tylko spełniają zadania przypisane im przez prawo, ale dzięki globalnemu zasięgowi sieci są dostępne dla wielokrotnie większej rzeszy ludności. Co więcej, wirtualne muzea są w stanie posługiwać się czymś, co nazwano meta-obiektem: cyfrowym odpowiednikiem obiektu materialnego lub jego wyobrażeniem. Same wytwory cyfrowe również mogą być obiektem muzealnym, wymagającym konserwacji, o walorach edukacyjnych, naukowych czy kulturowych. Zmienia to fundamentalnie pojęcie tak muzeum, jak i wystawy czy obiektu muzealnego, które wymagają dostosowania do współczesnych realiów.
Ostatnie lata obfitują w powstawanie kolejnych muzeów wykorzystujących najnowsze zdobycze architektoniczne i technologiczne. Przykładem może być Rezerwat Archeologiczny Genius Loci zlokalizowany na Ostrowie Tumskim w Poznaniu. Nowoczesna przeszklona bryła i współczesne technologie przybliżają zwiedzającym fragment wałów obronnych grodu z czasów pierwszych Piastów.